# Et pourtant on frappe à la porte
Et pourtant on frappe à la porte (Eppure battono alla porta) est une nouvelle de l'écrivain italien Dino Buzzati, publiée en 1942 dans le recueil  I sette messaggerri.
La traduction en français paraît en 1968 dans le recueil Les Sept Messagers.

## Résumé
Chez Madame Maria Gron, tout va pour le mieux, les enfants sont sages, la maison est bien tenue, la cuisine est exquise. Mais quelque chose cloche. Un visiteur essaye bien de lui expliquer, mais la bienséance et les règles de bonne conduite qui façonnent le comportement de Maria font que le visiteur n'arrive pas à exprimer ce qu'il a à dire. 
Une vague rumeur provient de l'extérieur, et de l'eau apparaît sur le seuil. Décomposée à la vue d'un tel désordre, Maria se met dans l'obligation de reprendre la situation en main. Mais elle n'arrivera jamais à entendre ce que l'on est venu lui dire, à savoir que le fleuve entoure sa demeure, et qu'il menace de l'emporter.

## Éditions françaises
- In Les Sept Messagers, recueil de vingt nouvelles de Dino Buzzati, traduction de Michel Breitman, Paris, Robert Laffont, coll. « Pavillons », 1968
- In Les Sept Messagers, Paris, UGE, coll. « 10/18. Domaine étranger » no 1519, 1982  (ISBN 2-264-00478-9)